# Foudre (Schiff, 1896)
Die französische Foudre (franz. für Blitz) war das welterste Schiff, das für den Einsatz von Flugzeugen verwendet wurde. Sie ist der Urahn der modernen Flugzeugträger.

## Schiffsgeschichte
Die Foudre wurde 1896 als Versorgungsschiff für Torpedoboote fertiggestellt. Hinsichtlich Geschwindigkeit, Panzerung und Bewaffnung hatte das Schiff Eigenschaften eines Kreuzers. Über die Jahre diente die Foudre in verschiedenen Verwendungen, so 1907 als Werkstattschiff, 1910 als Minenschiff.
1912 wurde sie Depotschiff für Seeflugzeuge und die ersten Tests für die Verwendung von Flugzeugen von Schiff aus mit einer Voisin Hydro Canard 1 wurden von der Foudre durchgeführt. 1913 designierte die französische Marine das Schiff als „croiseur porte-avion“ (Flugzeugtransportkreuzer). Die Foudre wurde somit das erste flugzeugtragende Schiff der Welt. Als Flugzeugmutterschiff konnte sie bis zu acht Wasserflugzeuge tragen, aber tatsächlich trug sie nur zwei bis vier Flugzeuge.
Im Ersten Weltkrieg wurde die Foudre für verschiedene Zwecke eingesetzt. So diente sie Anfang 1916 im Mittelmeer als Flugzeugtransporter zum alliierten Stützpunkt Port Said in Ägypten und wurde auch als Tender für Unterseeboote verwendet. Am 12./13. September 1915 war sie eines der fünf französischen Kriegsschiffe, die unter dem Befehl von Konteradmiral Gabriel Darrieus an der Rettung der insgesamt 4092 überlebenden Armenier vom Musa Dağı und deren Evakuierung nach Port Said beteiligt waren.
1921 wurde die Foudre aus der Liste der Kriegsschiffe gestrichen.

## Technische Daten
Kiellegung bei Chantiers de la Gironde Bordeaux am 9. Juni 1892. Stapellauf am 20. Oktober 1895. Maximale Verdrängung: 6186 Tonnen. Länge über alles: 118,7 m, Breite: 15,6 m, größter Tiefgang: 7,2 m. Antrieb: Dreifach-Expansions-Dampfmaschine mit 24 Kesseln, 11.500 PS, 2 Schiffsschrauben, 19 Knoten. Bunkerkapazität: 800 Tonnen Kohle. Reichweite: 7500 Seemeilen bei 10 Knoten. Besatzung: 430 Mann.
Bewaffnung: 8×3,9inch-Geschütze, 4×65-mm-Geschütze.

## Bilder

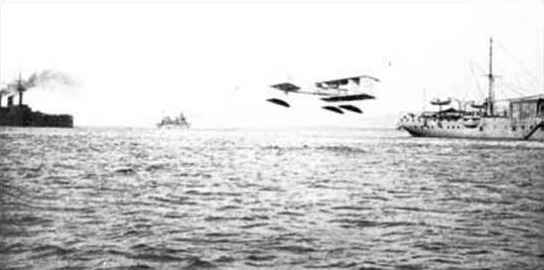
Flugversuch mit einer Canard Voisin im Juni 1912. Rechts im Bild die Foudre.
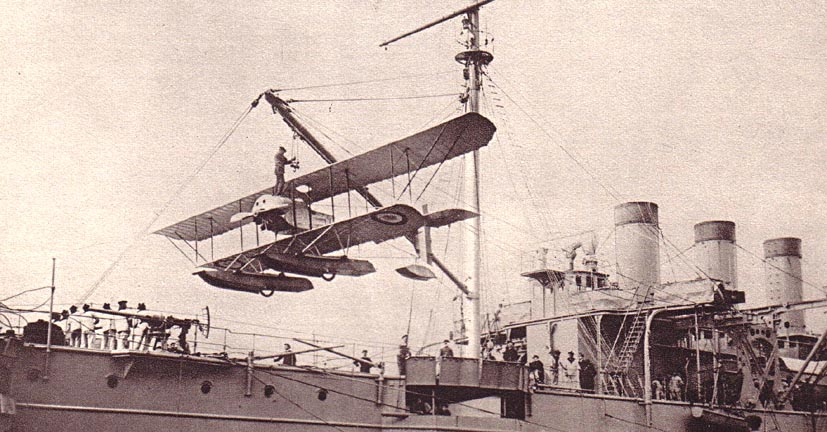
Aufnahme eines Wasserflugzeuges auf die Foudre im Juni 1914